# Gymnelia eusebia
Gymnelia eusebia är en fjärilsart som beskrevs av Druce 1803. Gymnelia eusebia ingår i släktet Gymnelia och familjen björnspinnare. Inga underarter finns listade i Catalogue of Life.